# شون بنسون
شون بنسون هو ممثل كندي، ولد في 16 يناير 1976 بجيلف في كندا.

## أعمال

### أفلام
- (2002) كا-19 صانعة الأرامل[5]
- (2017) الخندق 11[6]

## وصلات خارجية
- شون بنسون على موقع IMDb (الإنجليزية)
- شون بنسون على موقع ألو سيني (الفرنسية)
- شون بنسون على موقع أول موفي (الإنجليزية)
- شون بنسون على موقع قاعدة بيانات الأفلام السويدية (السويدية)
- شون بنسون على موقع قاعدة بيانات الفيلم (الإنجليزية)
- شون بنسون على موقع كينوبويسك (الروسية)